# Fort de Cormeilles-en-Parisis

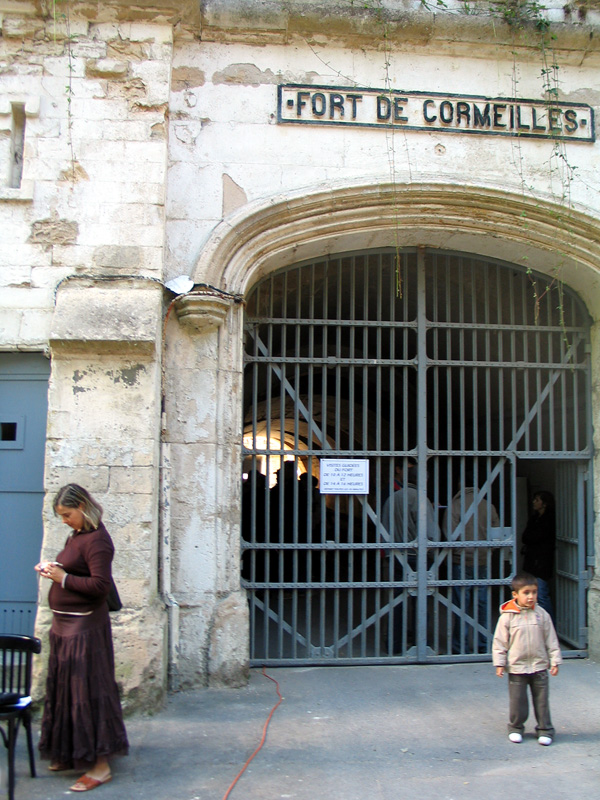
Zugang zum Fort

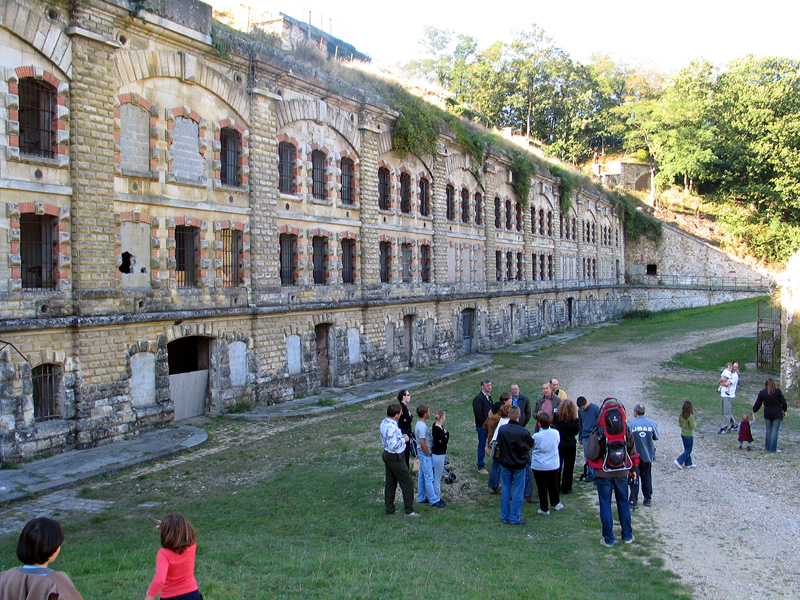
Innenansicht

Das Fort in Cormeilles-en-Parisis, einer französischen Gemeinde im Département Val-d’Oise der Region Île-de-France, wurde von 1875 bis 1878 errichtet.
Das Fort an der Route Stratégique wurde nach Plänen des Generals Raymond-Adolphe Serre de Rivières erbaut. Es sollte nach dem verlorenen Deutsch-Französischen Krieg 1870/71 bei zukünftigen Kriegen die Hauptstadt Paris schützen. Dazu wurden im weiteren Umkreis der Stadt 19 neue Forts errichtet. Im Fort konnten 2000 Soldaten stationiert werden. Um das Fort waren sechs Batterien eingerichtet, die das Umfeld mit ihren Geschützen verteidigen konnten.
Vom Ende des Zweiten Weltkriegs bis 1956 wurde das Fort als Gefängnis genutzt. Danach waren bis Anfang der 1970er Jahre Wohnungen im Hauptgebäude eingerichtet. Von 1967 bis 1997 wurde die Anlage noch einmal von der französischen Armee genutzt und danach aufgegeben. Die gesamte Anlage ging später in den Besitz des Département Val-d’Oise über.

## Filmdrehort
Die Anlage wurden immer wieder als Drehort für Spielfilme genutzt, wie z. B.:
- Monsieur Max von Gabriel Aghion  (2006)
- Aux abois von Philippe Collin (2005)
- Un jour avant l'aube von Jacques Ertaud (1994)
- Das Blut der Anderen von Claude Chabrol (1984)
- Armee im Schatten von Jean-Pierre Melville mit Lino Ventura  (1969)
- Die Nacht der Generale von Anatole Litvak (1967)